# Santiago Bueras (estación)
Santiago Bueras es una estación ferroviaria, perteneciente a la red del Metro de Santiago, en la ciudad de Santiago, Chile. Se encuentra bajo Avenida Pajaritos cerca de la intersección con Rafael Riesco, en la comuna de Maipú. Ubicada en la Línea 5, se encuentra por subterráneo entre las estaciones Plaza de Maipú y Del Sol de la misma línea, fue inaugurada el 3 de febrero de 2011.
En sus alrededores se encuentran diversos locales comerciales, incluyendo hipermercados, estaciones de servicios y restaurantes. Además, se encuentra cerca del cerro Primo de Rivera. Su entorno además incluye diversos sectores residenciales, además de entregar conectividad a sectores cercanos como La Farfana.

## Historia
A fines del año 2005, el entonces Presidente Ricardo Lagos anunció la extensión de la Línea 5 del Metro hasta la comuna de Maipú, luego de años de proyectos no realizados, y la construcción de esta estación comenzó unos meses más tarde.
Las obras mayores finalizaron a mediados del año 2010, tras la cual se iniciaron las labores de acondicionamiento de la estación. El 5 de octubre de 2010 entró el primer tren por las vías de la estación y en diciembre comenzó la marcha blanca del servicio. Finalmente, la estación fue inaugurada por el presidente Sebastián Piñera el 3 de febrero de 2011 en conjunto con las estaciones del tramo entre Plaza de Maipú y Barrancas.
La estación estuvo cerrada desde el 18 de octubre de 2019 hasta el 28 de julio de 2020 debido a los daños ocurridos en la línea producto de la serie de protestas desencadenadas por el alza de la tarifa del transporte público.

## Origen etimológico
La estación se llama en honor del teniente coronel Santiago Bueras, militar fallecido durante la batalla de Maipú y cuyo nombre es utilizado en diversos lugares de la comuna.
Aunque en las cercanías de la estación se encuentra la calle General Bueras (continuación al poniente de Rafael Riesco), el principal lugar con dicho nombre es el Estadio Santiago Bueras, el que se encuentra bastante alejado de esta estación y más cercano a la estación Plaza de Maipú, unas cuadras al sur de ésta.
En los planos iniciales de la red, esta estación se denominaba «Rafael Riesco» por la vía cercana de dicho nombre.

### Accesos
| Acceso | Intersección                             |
| ------ | ---------------------------------------- |
| A      | Av. Pajaritos con Rafael Riesco Bernales |

## Galería

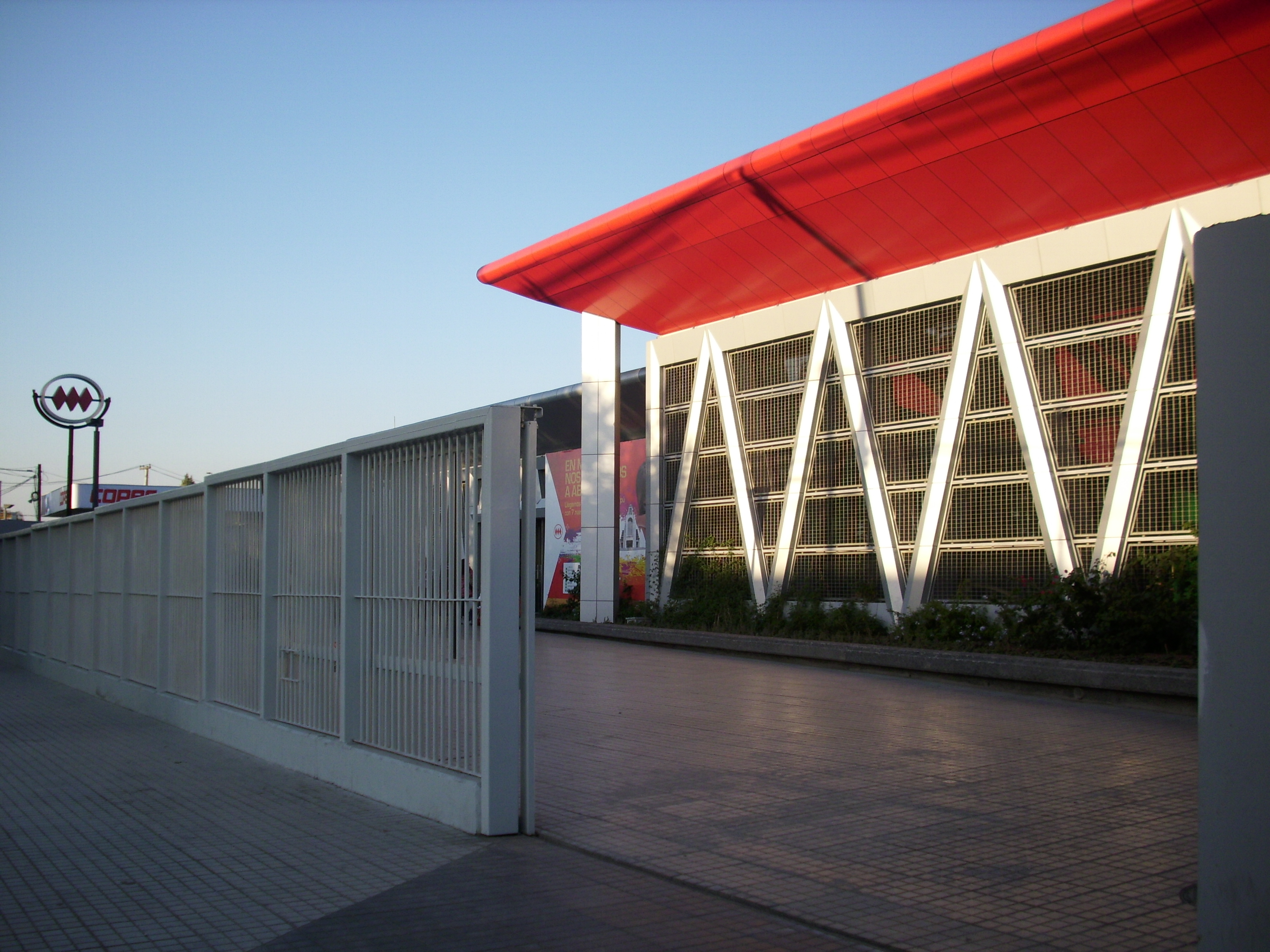
Ingreso a la estación por avenida Pajaritos.
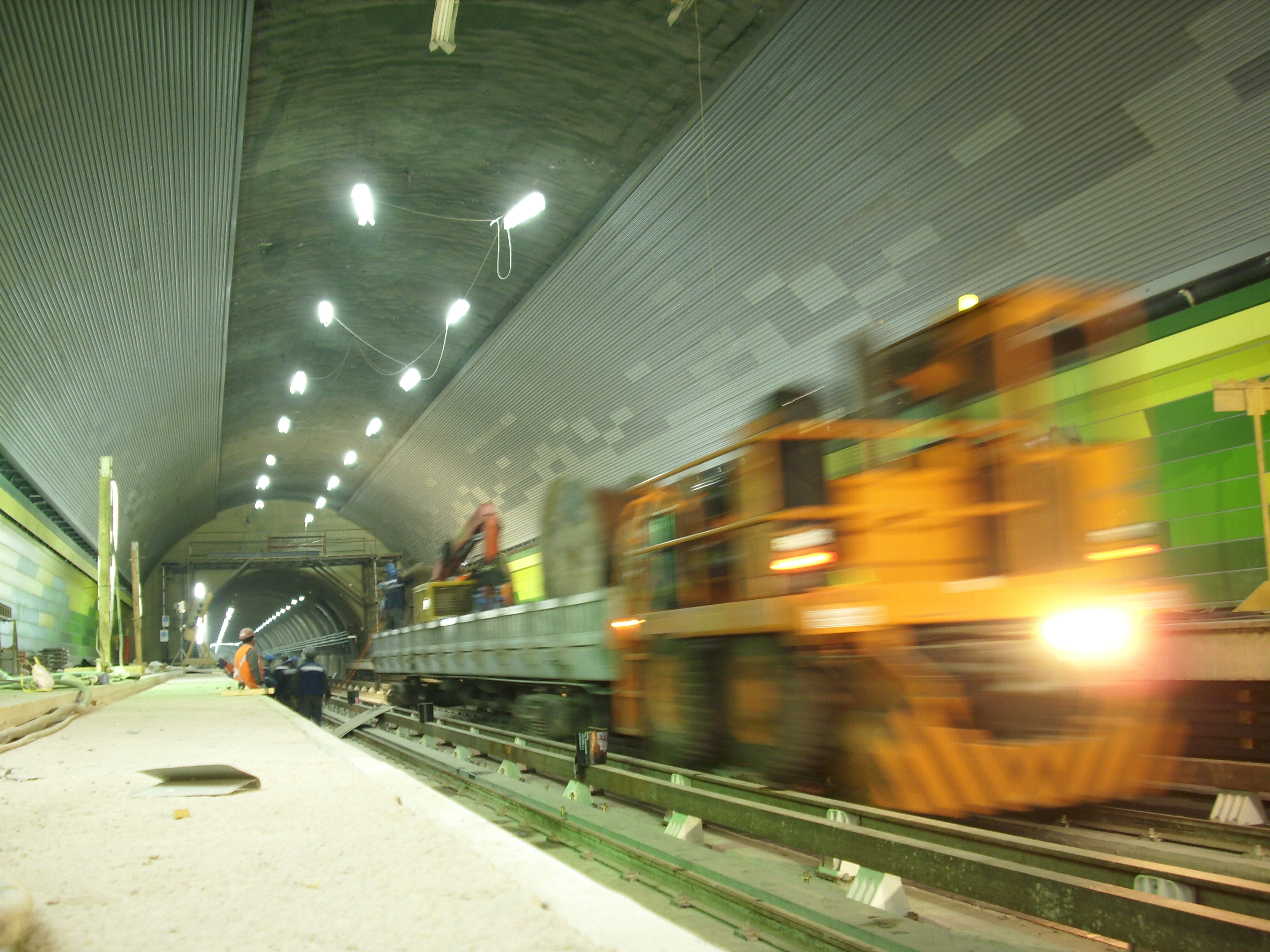
Un trackmobile instalando los rieles en la estación en julio de 2010.
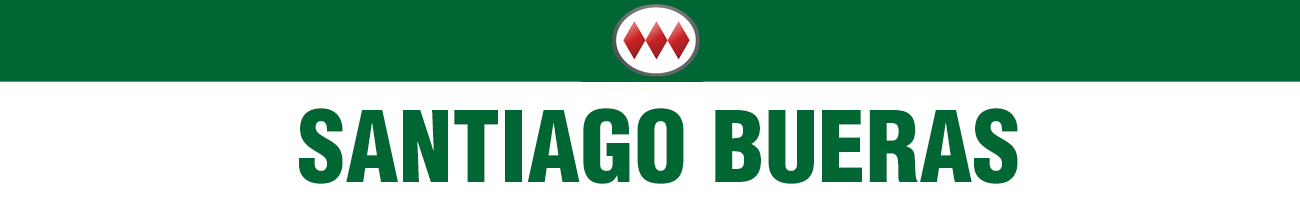
Cenefa utilizada actualmente en los andenes.

## Conexión con Red Metropolitana de Movilidad
La estación posee 5 paraderos de la Red Metropolitana de Movilidad en sus alrededores (sin la existencia del paradero 5), los cuales corresponden a:
| Paradero/ Código                          | Recorridos |
| ----------------------------------------- | --- |
| Parada 1 / Metro Santiago Bueras (PI218)  | 106 (Nueva San Martín) - 110 (Maipú) - 111 (Ciudad Satélite) - 401 (Maipú) - 405 (Maipú) - 419 (Villa Los Héroes) - 421 (Maipú) - 431c (Nueva San Martín) - 432n (Maipú) - 506 (Maipú) - 506v (Villa El Abrazo) - 546e (Villa El Abrazo) - I07 (Rinconada) - I09 (Rinconada) - I09c (Rinconada) - I09e (Rinconada) - I12 (Mall Plaza Oeste) - I35 (Padre Hurtado)                                                   |
| Parada 2 / Metro Santiago Bueras (PI234)  | 106 (Peñalolén) - 110 (Renca) - 111 (Metro Pajaritos) - 401 (Las Condes) - 405 (Cantagallo) - 417e (Metro Manquehue) - 419 (Plaza Italia) - 421 (San Carlos de Apoquindo) - 431c (Metro Las Rejas) - 432n (La Reina) - 506 (Peñalolén) - 506v (Peñalolén) - 546e (Vitacura) - I07 (Mall Arauco Maipú) - I09 (Metro Universidad de Chile) - I09c (Metro Las Rejas) - I12 (Pueblito La Farfana) - I35 (Metro Del Sol) |
| Parada 3 / Metro Santiago Bueras (PI1460) | I02 (Rinconada) |
| Parada 4 / Metro Santiago Bueras (PI1463) | 419 (Plaza Italia) - 432n (La Reina) - I07 (Mall Arauco Maipú) - I09e (Metro Universidad de Chile) - I12 (Pueblito La Farfana) |
| Parada 6 / Metro Santiago Bueras (PI1459) | I02 (Metro Laguna Sur) |